# Lachnaia orientalis
Lachnaia orientalis — вид листоїдів з підродини клітріних. Зустрічається в на півночі Греції.